# Solauricina
Solauricina es un venenoso glicoalcaloides, compuesto químico que se produce en las plantas de la familia Solanaceae.